# 이진실
이진실(1994년 ~)은 대한민국의 가수이다. Mnet의 오디션 프로그램 《보이스 코리아2》에서 블라인드 오디션을 통과 하였다.

## 출신 학교
세곡초등학교
곡선중학교
효원고등학교
- 대학교 학과

## 출연
- 예능 《보이스 코리아2》 2013

## 보이스 코리아에서 부른 곡들
- 그대 돌아오면